# سلول استوانه‌ای
سلول‌های استوانه‌ای (به انگلیسی: Rod cell) نوعی از سلول‌های گیرندهٔ نور هستند که در انتهای چشم و در شبکیه قرار دارند. این سلول‌ها همراه با سلول‌های مخروطی جریان الکترومغناطیسی نور خورشید را به پیام عصبی تبدیل کرده و از طریق عصب بینایی به لوب پس‌سری مغز منتقل می‌کنند.
سلول‌های استوانه‌ای بیشتر در نور ضعیف تحریک می‌شوند و به مغز توانایی دیدن در تاریکی را می‌دهند و آسیب به آن موجب بیماری شب کوری می‌شود.این سلول‌ها به رنگ‌ها حساسیت نشان نمی‌دهند؛ به همین دلیل بینایی در تاریکی به رنگ سیاه، سفید و طیفی از خاکستری است. سلول‌های استوانه‌ای همچنین در تشخیص حرکات توسط مغز نقش دارند.
بیشترین تمرکز سلول‌های استوانه‌ای در بخش‌های پیرامونی شبکیه، و کمترین تمرکز آن‌ها در لکهٔ زرد است.

## ساختار
استوانه‌ها کمی از مخروط ها،بلندتر هستند اما ساختار بنیادی آن‌ها یکسان می‌باشد.آپسین یا رنگدانه ها،در لایهٔ خارجی قرار گرفته و کامل‌کنندهٔ هم‌ایستایی سلول است.